# Авенида Корриентес
Проспект (авенида) Корриентес (исп. Avenida Corrientes) — улица в городе Буэнос-Айрес, Аргентина.
Авенида Корриентес является центром ночной жизни и богемы Буэнос-Айреса. На улице расположены бары и театры, и на протяжении всей их истории здесь выступало множество исполнителей, в том числе популярный идол Карлос Гардель, который жил на этой улице. Среди театров можно выделить Politeama Argentino, Apollo, Одеон и Оперный, появление которых считается рождением национального театра: драматического гаучо Хуан Морейра.
Нынешнее название улицы было официально дано в 1822 году в честь города Корриентес в Аргентине за признание его в участии в Майской революции.
Сначала это была узкая улица, пока в 1931 году не начала свою экспансию, законченную в 1936 году.
Его первая часть проходит в преимущественно бизнес-кварталах до пешеходного перехода на улице Флорида. А далее превращается в центр развлечений, для местных жителей и многочисленных туристов, здесь расположены развлекательные заведения и художественные, культурные, библиотеки (многие из которые открыты до поздней 

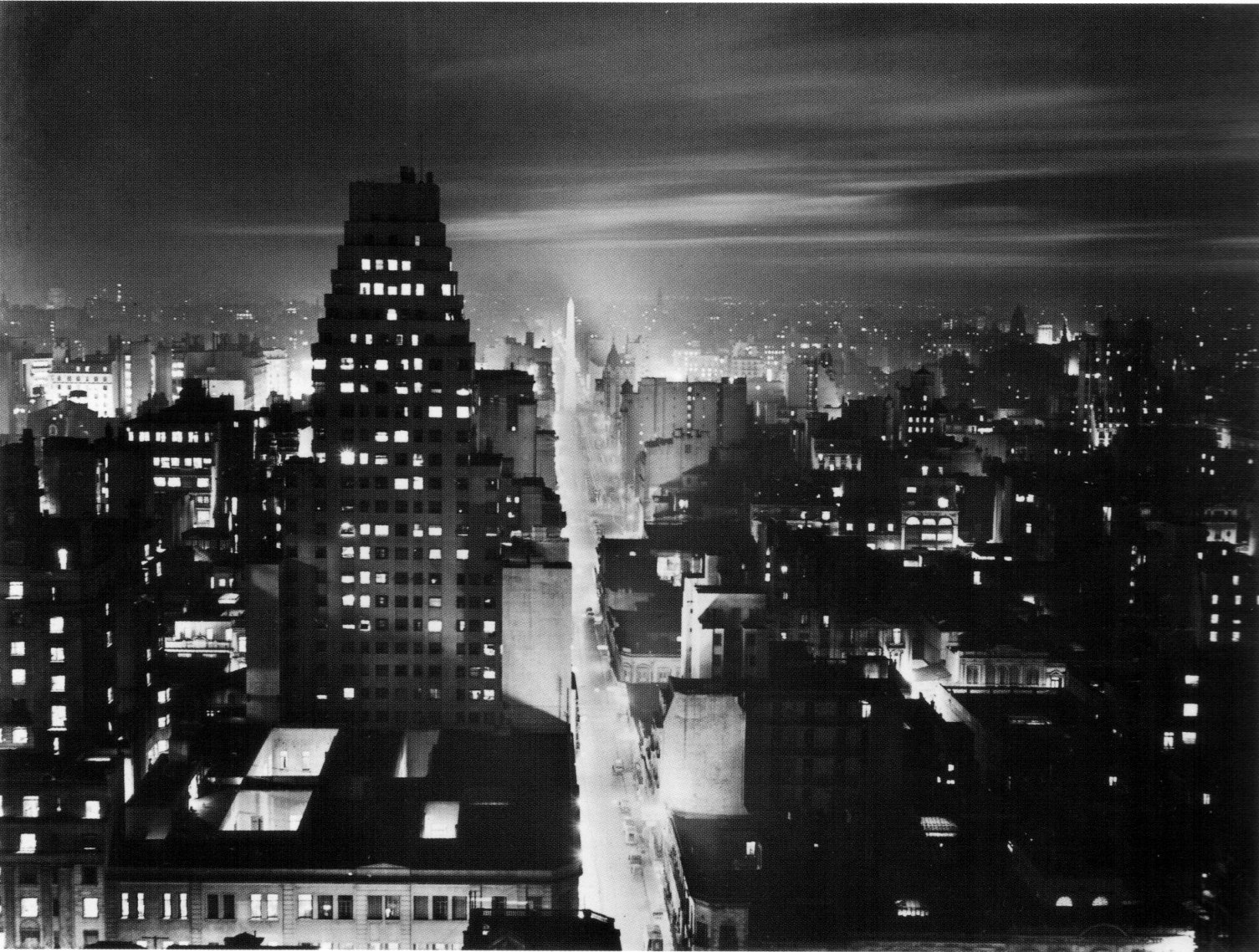
Авенида Корриентес и здание Edificio Comega на западе (1936)

ночи), кафе и пиццерии. За все это журналист Роберто Гиль популяризировал фразу о 50 улице, которая никогда не спит.
Через 11 кварталов, при пересечении улицы Авенида Кальяо, улица становится чисто коммерческой с предприятиями всех видов, до школы танго в районе Абасто, улица полна достопримечательностей и веселья, чтобы не продолжать характеристики каждого квартала, заканчивается у крупнейшего кладбища в Буэнос-Айресе, кладбище Ла-Чакарита.
Вдоль всей длины улицы около 8,6 км, нумерация насчитывает от 1 до 6900, и 70 перекрёстков от улицы Авенида Нуэве-де-Хулио, где расположен символ Буэнос-Айреса, Обелиск.
Начавшись от номера 402 по улице Авенида Эдуардо Мадеро, рядом с районом Пуэрто-Мадеро и идёт на запад, а затем в северо-северо-западном направлении, заканчиваясь на Авенида Федерико Лакросе 4200, в районе Чакарита.
Здесь располагалась первая аргентинская железная дорога и ходил трамвай под названием «смерть» данным ему во время эпидемии жёлтой лихорадки в 1871 году В настоящее время здесь проходит вся линия метро B.
Различные архитектурные стили можно встретить на улице, от холодного академизма к арт-нуво, от современной готики через французский Бурбон до современных небоскрёбов.

## История

### Узкая улочка
В XVIII веке, который сегодня является одним из самых важных в истории Буэнос-Айреса, здесь была маленькая улочка, вдали от центра Буэнос-Айреса. Улица начинала свой путь от побережья Рио-де-ла-Плата (здесь появился нынешний проспект Леандро Н. Алем) и размывалась между полями к западу.

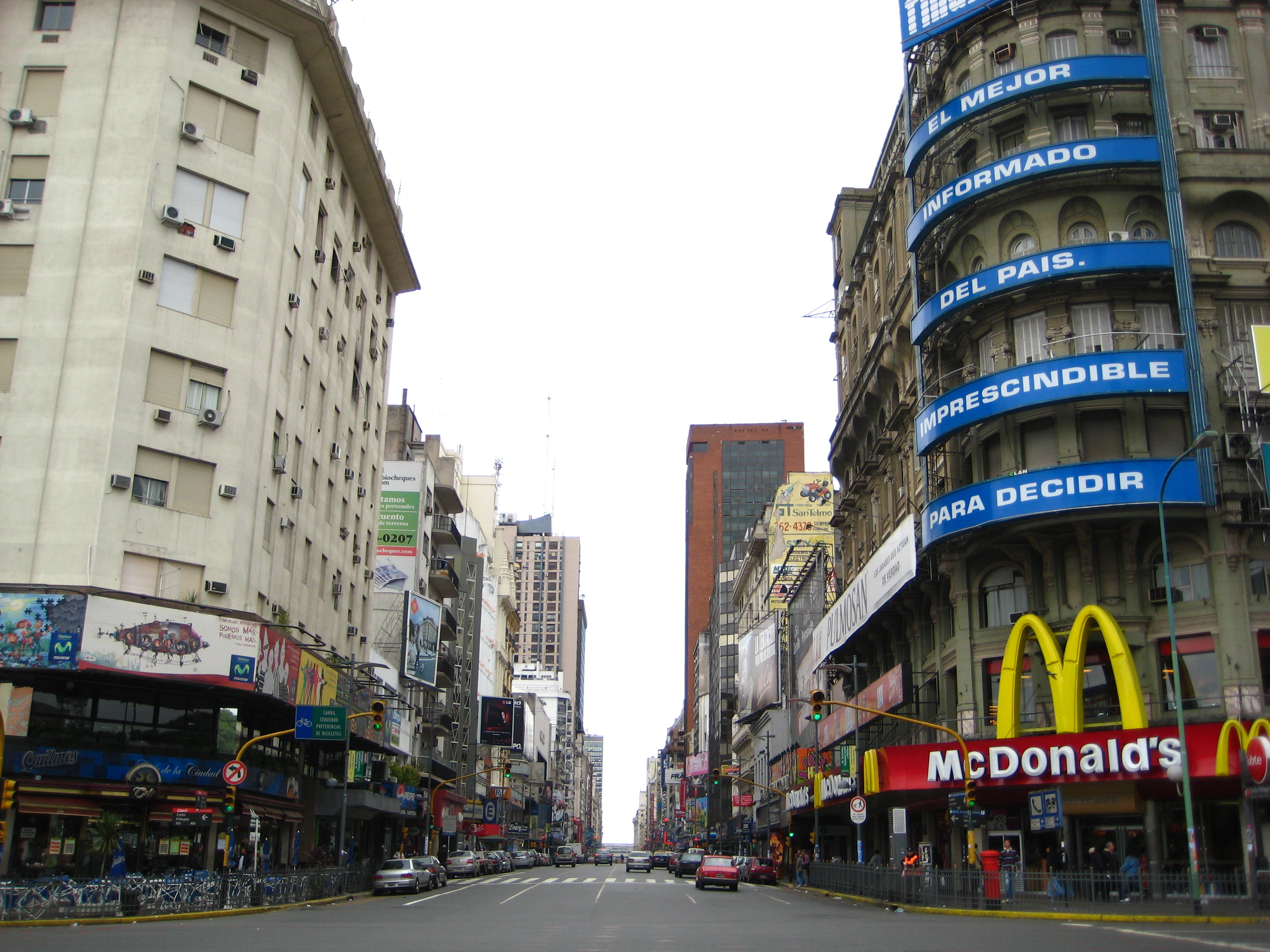
Угол Корриентес и Карлос Пелегрини

В 1729 году на месте, где сегодня Обелиск, была основана церковь Basílica de San Nicolás de Bari (далее подробно), на котором, где как утверждается, в 1812 году аргентинский флаг был поднят впервые в Буэнос-Айресе. В связи со строительством этой церкви, улицу назвали Сан-Николас.
В 1768 году к улице присоединены семь кварталов от крестьянской общины, чтобы включить их в состав города. Таким образом, улица получила свою северную границу.
В 1808 году, после победы над англичанами во время британского вторжения, было решено назвать улицу в честь José Santos Incháurregui, который прославился во время борьбы с врагом. На самом деле название было коротким, потому что после революции мая группа патриотов стёрла названия улиц, которые платили дань реалистам и улица получила название Корриентес, судя по всему, что этот город считается первым, который провозгласил независимость страны. Это имя было стало официальным только в 1822 году.
В 1895 году участок от улицы Авенида Анхель Гальярдо до Авенида Скалабрини Ортис, получил название Triunvirato, а улица Корриентес продолжалась до пересечения с Авенидой Конгрессо. В 1900 году улица Triunvirato шла от Авениды Анхель Гальярдо до Авениды Конгрессо; и в 1937 году (по сегодняшний день) Авенида Корриентес идёт от Авениды Эдуардо Мадеро до Авениды Федерико Лакросе. А название Авенида Триумвирато получила улица Авенида Элкано на пересечении с улицей Авенида Рикардо Балбин.
В 1872 году были открыты театр Опера, Театр Одеон и Политеама Аргентино (последние два уже закрыты). К началу двадцатого века, здесь появились несколько кафе и ресторанов, которые оставались открытыми на всю ночь. Также в это время многие евреи из Алеппо поселились в квартале от нынешней улицы Урибуру до улицы Центральная Америка (сегодня это Авенида Пуэйрредон), в районе, известном как Эль Онке. Здесь так же поселились сирийцы, ливанцы, армяне и евреев-сефарды из Восточной Европы, преследуемые по религиозным причинам или из-за Первой мировой войны.
В июле 1890 года, во время Революции дель Парке, квартал был местом кровопролитных боёв. Они затронули театр Политеама Аргентино и церковь Святого Николая, а также угол улицы Парана.

### Расширение
Правительство Бернардино Ривадавия постановило в 1822 году, установить ширину проспекта в 30 ярдов (26 м), но это не было сделано. В 1910 году постановление мэра города Хоакина де Самуэля Анхорены также планировалось расширить проспект, и с этого года новые здания начали строиться с учётом новой линии. Однако до 30-х годов, когда стало необходимо адаптировать ширину проспекта для роста численности населения и проведения новых транспортных средств, стали расширяться проспекты Авенида Корриентес, Авенида Санта-Фе, Авенида Кордова, Авенида Индепенсия, Авенида Бельграно и Авенида Саенс Пенья.

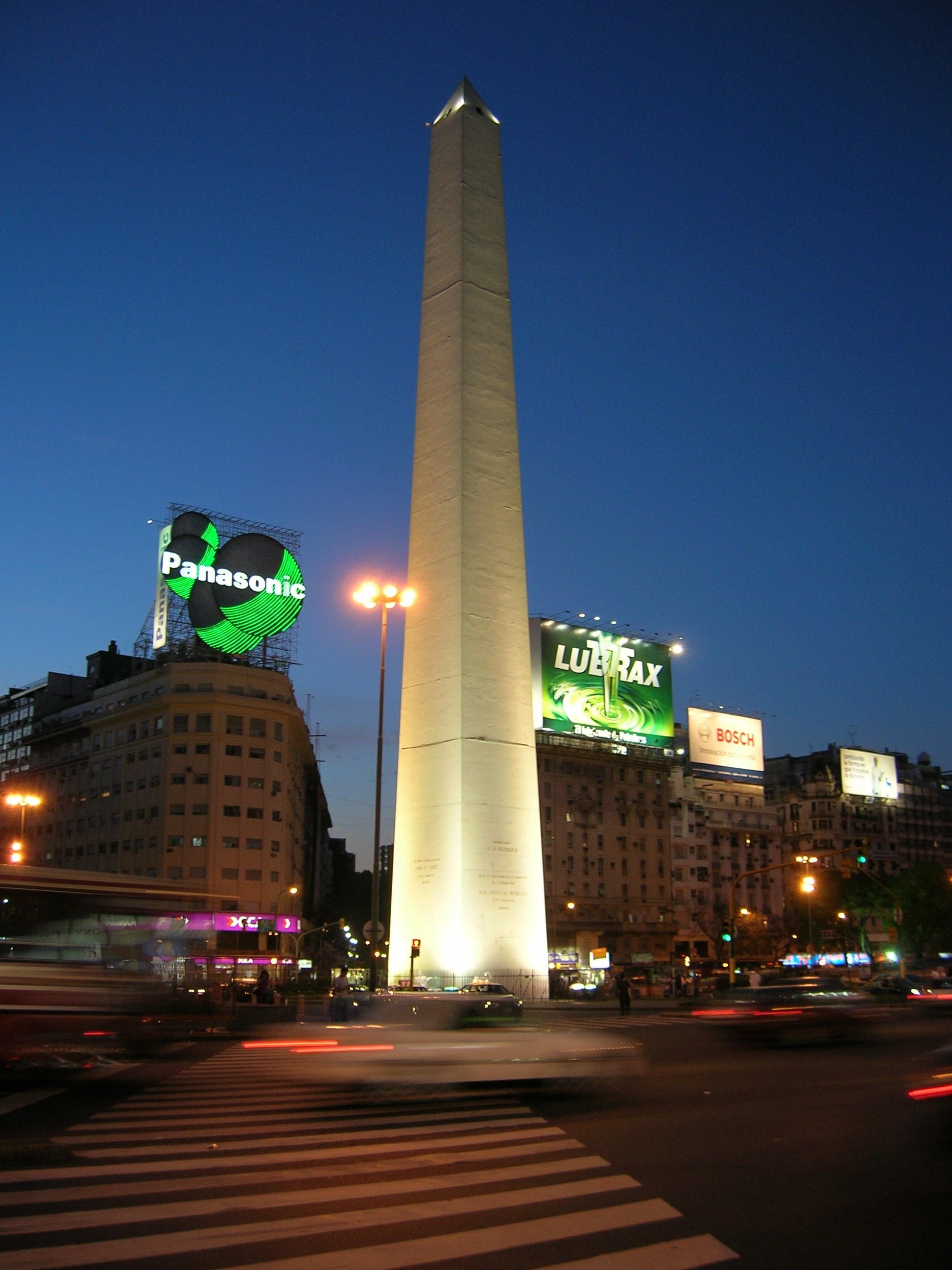
Обелиск в Буэнос-Айресе. Угол Авениды Корриентес и Авенида Нуэве-де-Хулио

Затем улица перестала быть узкой из-за сноса зданий, которые были на северной части улицы. Работы начались в 1931 году и первым кварталом стал, квартал который проходит между улицами Уругвай и Парана, приказом мэра Хосе Жеррико.
Работа была завершена в 1936 году, во время правления мэра Мариано ди Ведиа и Митре, в момент празднования четырёхсотлетия со дня первого основания Буэнос-Айреса, Педро де Мендосой, а улица Авенида Корриентес потеряла квартал, в котором в настоящее время входит в улицу Авенида Нуэве-де-Хулио. В этом квартале здания были снесены, а другие говорили, собор San Nicolás и построен, что бы на этом месте был возведён символ Буэнос-Айреса: Обелиск, высотой 67,5 метров.
Заранее был снесён Цирк Ипподром, на углу Карлос Пеллегрини. В это время он был очень популярен среди нескольких поколений местных жителей, в том числе клоуны, акробаты и директор цирка Фрэнк Браун, который родился в Англии, некоторые из дети наслаждались обычаем раздавать угощения после представления.
В 2003 началось новое расширение проспекта, закончившееся в 2005 году. В этом случае ширина улицы увеличилась от 3,5 м до 5 м и автомобили получили дополнительную полосу движения. Были убраны уличные телефоны, палатки по продаже мебели, киоски, навесы начиная с номера 1100, на пересечении с улицей Черрито, до пересечения с Авенида Кальяо у здания под номером 1800. Это потребовало от бюджета города около 7,5 млн песо. В 2009 году расширение продолжалось от Авенида Кальяо до Авенида Пуэйрредон.
В марте 2007 года, прошло мероприятие организованное Секретариатом Министерства Культуры города, была проведена первая Ночь библиотек, в это время участок улицы был закрыт для движения между улицами Авенида Кальяо и Авенида Уругуай, превращая их в большое пешеходное пространство со стендами с книгами и кресел, чтобы можно было читать прямо на улице. Это событие продолжается ежегодно.

## Поезда, трамваи и метро

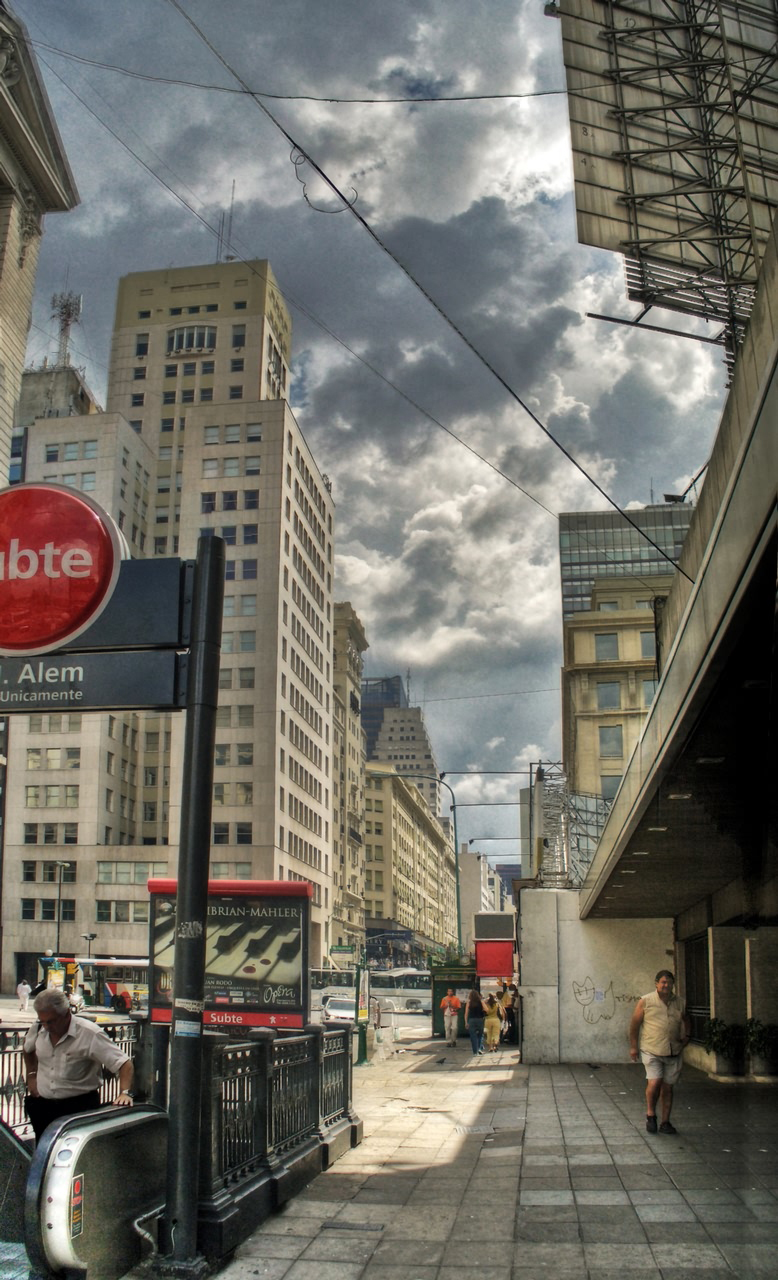
Вход на станцию метро Леандро Н. Алем. На заднем плане здание Comega

В 1857 году первая аргентинская железная дорога проходила от текущей Риобамбы к проспекту Авенида Пуэйрредон, имела название Буэнос-Айресская Западная железная дорога. В 1873 году, в связи с большой урбанизацией города, поезда ходили только до этого участка, вплоть до 1892 года.
В 1871 году во время эпидемии желтой лихорадки; с целью эвакуировать более быстро погибших от болезней, железная дорога была продлена до кладбища, в настоящее время здесь расположен Парк Лос Андес и далее до места где ныне находится современное кладбище Ла-Чакарита. Строительством участка, который был завершён в течение двух месяцев, руководил инженер Аугусто Рингуэлет. Поезд, который выполнял печальную миссию перевозки трупов был известен как похоронный состав: проходил через в Бермехо (Bermejo), юго-западный угол одноимённой улицы (Jean Jaurés сегодня) с проспектом Корриентес, и угол с проспектом Авенида Скалабрини Ортис (путь английского министра).
В 1887 году, компания Lacroze получила концессию расширить маршрут трамваев, и новый участок где они стали проходить, был от проспекта Пуйэрредон до кладбища Ла-Чакарита, и это была последняя остановка в направлении района Бельграно и провинции. Этот контракт был заключён при условии, что пассажиры также должны были нести трупы на кладбище. Трамваи имели потолки и деревянные сиденья.
Гораздо более современный трамвай ходил, с 2007 года до 2012 года. Трамваи начинали движение в 50 метрах от начала проспекта: остановка Корриентес и остановка Авенида Алисия Моро де Хусто, между проспектами Авенида Лаваль и Авенида Корриентес.
Что касается метро, в 1912 году Аргентинский Национальный конгресс постановил провести линию метро, которая должна была объединить Центральное почтовое отделение и пересечение улиц Триумвирато и Элькано и получила название линии B.
17 декабря 1927 в Нью-Йорке было подписано финансовое соглашение о строительстве с компанией Lacroze Brothers Company.
Первый участок, между станциями Федерико Лакросе и Кальяо, был открыт 17 октября 1930 года и составляет 7,021 км. 22 июня 1931 был продлён до станции Карлос Пеллегрини. Наконец, линия была завершена 1 декабря 1931 года, когда строители метро добрались до станции Леандро Н. Алем. Этот участок вместил 13 станций метро.

## Достопримечательности
Для жителей Буэнос-Айреса проспект Авенида Корриентес, служит маяком культуры и развлечений, где можно найти кинотеатры и театральные представления или купить журналы всех стран, а затем посетить одно из его традиционных кафе, провести вечер в ресторане или пиццерии. Или, если вы гуляете в одиночку, посетить книжный магазин «disquerías» современный или «старый». Это один из тех книжных магазинов, вдохновившему Умберто Эко который написал свою знаменитую работу «Имя розы», как говорит автор в своём предисловии.
Цветочные киоски и так называемый «manteros» (уличные ремесленники, демонстрируют свою продукцию на тротуарах) завершают представление об этом районе.

### Сан-Николас
Самая богемная улица Корриентес в этом районе, в частности, от её пересечения с улицей Эсмеральда и до пересечения с Авенидой Кальяо находится квартал танго. От пересечения с улицей Лаваль, до улицы Леандро Н. Алем в Черрито известно своими кинотеатрами и развлечениями, и его называют кварталом «который никогда не спит», настоящее царство полуночников и богемы.

#### Финансовый район

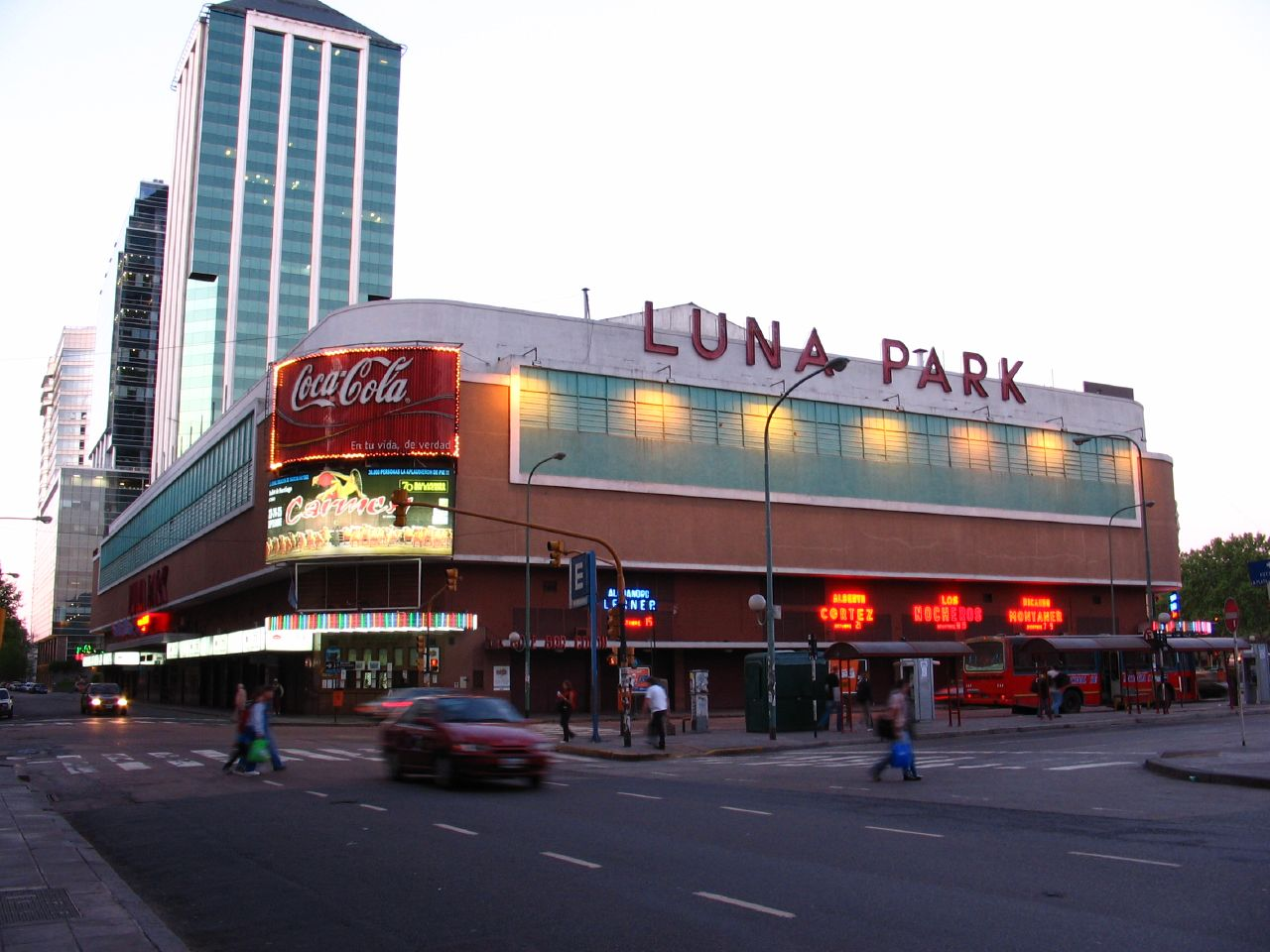
Луна-Парк знаменует собой начало проспекта Авенида Корриентес.

В самом начале проспекта, между проспектом Авенида Эдуардо Мадеро и улицей Бушар, находится Луна Парк, Национальный исторический памятник, построенный в 1934 году (Chiappori и Quiroz), который также является крытым стадионом имеет другое название «Паласио-де-лос-Депортес». Там проходили соревнования с участием известных аргентинских боксёров, таких как Карлос Монсон, Николино Локч и Паскуаль Перес, упомянуты лишь некоторые, которые завоевали мировые титулы в своих категориях.

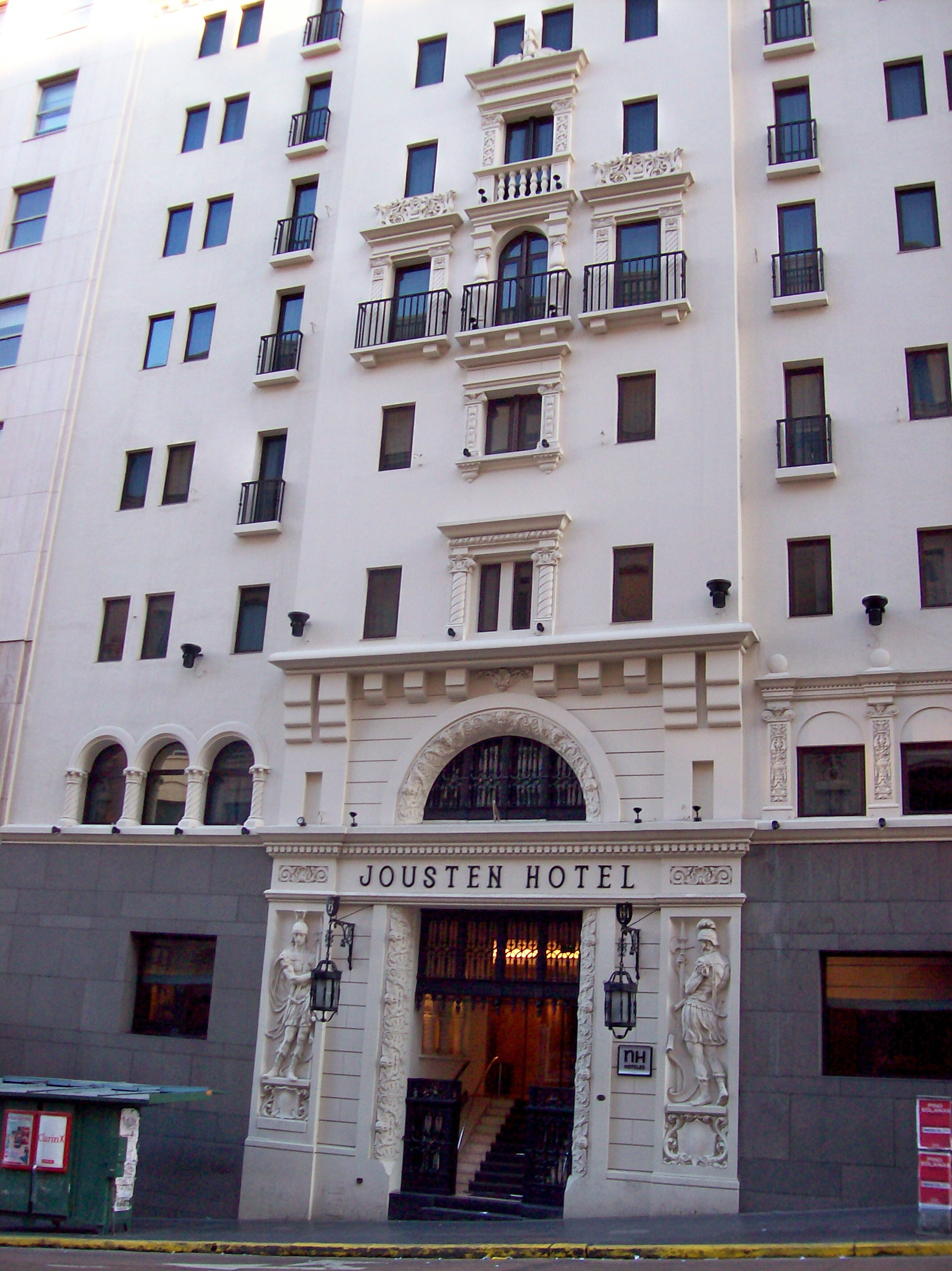
Отель Хустен

В нем, Ева Дуарте встретила своего будущего мужа и президента Аргентины Перона, в 1944 году в политическом акте солидарности в целях собрать средства для пострадавших от землетрясения, разрушившего город Сан-Хуан. Сегодня здесь проходят религиозные, политические, художественные, спортивные и общественные мероприятия. Он также используется для шоу и других общественных мероприятий (например концерты различных музыкальных жанров, фестиваль G3, Праздник на льду и там проходила свадьба Диего Армандо Марадоны).
В следующем квартале, между улицей Бушар и проспектом Авенида Леандро Н. Алем, расположен ещё один Национальный исторический памятник: монументальный Паласио Корреос. Классический пример архитектуры французского академизма, работа изначально задуманная архитектором Норбертом Мейллартом, был открыт в 1928 г. Сегодня это штаб-квартира культурного центра Киршнер, открытого в 2015 году.
На пересечении с Алем (или «Low») Корриентес поднимается так с девятнадцатого века и там был крутой каньон на побережье Рио-де-ла-Плата. В первом квартале, на южной стороне проспекта, есть только два значимых здания: первое это здание Комега, 85 метров в высоту и с гладким фасадом, покрытым привезённым из Италии травертином, выполнено в рационалистической стиле, построено в 1932 году, и одна из самых важных работ аргентинского модернизма.
Здание Комега контрастирует с соседним зданием, на углу улицы 25 мая, где ранее размещался «Отель Хустин» (сегодня NH) в стиле испанского ренессанса, был открыт президентом Марсело Т. де Альвеаром в 1928 году, в этом отеле Генерал Артуро Роусон возглавил группу заговорщиков, он известен как генерал Хустин, который время революции 43 свергнувший правительство Рамона Кастильо.

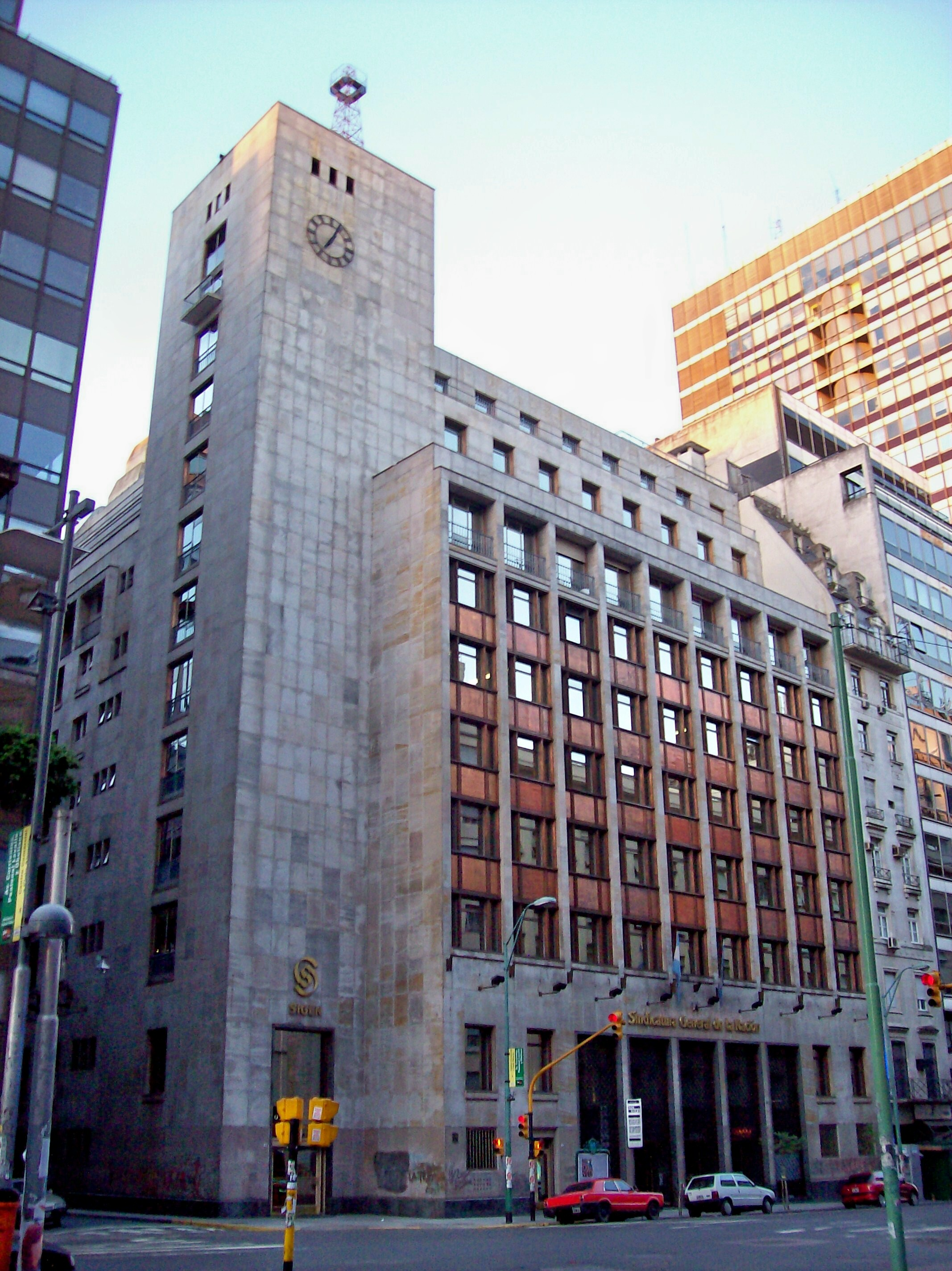
Перекрёсток Корриентес и улицы Реконкиста, здание СИГЕН

Перекрёсток Корриентес и улицы Реконкиста (реставрирована в 2009 г.) составляют ключевую точку в финансового центра Буэнос-Айреса. В северо-восточном углу находится здание, в котором в настоящее время размещается Управление Генерала Нации (СИГЕН) и получило в 1947 году премию архитектуры города Буэнос-Айрес, в категории административного характера. Рационалистическая архитектура, эффект угла в верхней части, было достигнуто путём удаления верхней передней части здания. Его часы, высотой 45 метров, являются третьими по величине в городе. через несколько метров на восток, расположен Torre Club Alemán, и далее институт Гёте.

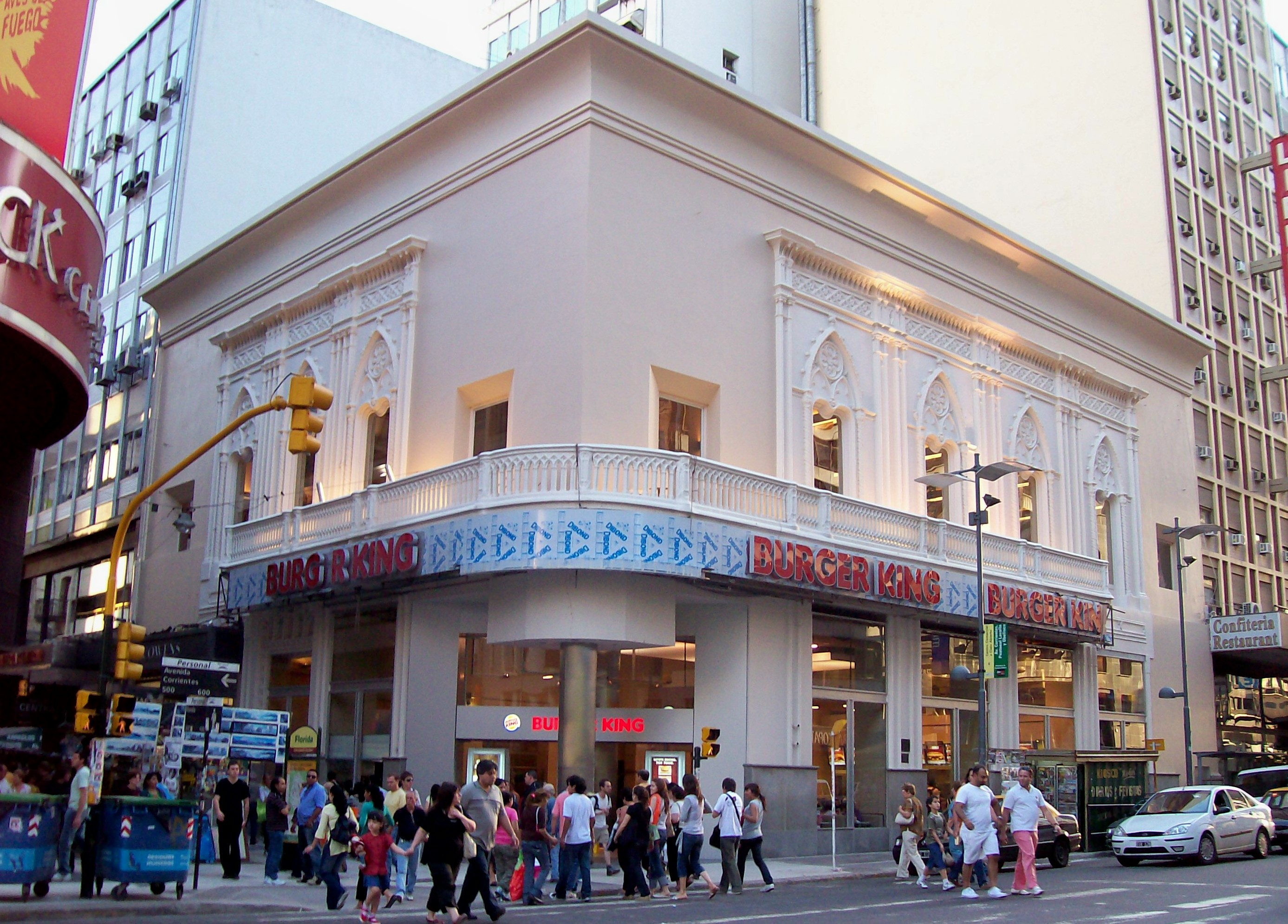
Угол Авенида Корриентес и улицы Флорида, находится здание Elortondo Alvear

На противоположном углу расположена площадь Сан-Николас, 35 метров в ширину, открытая в 1982 г. Там расположен полицейский участок, где оказывают помощь туристам сотрудники говорящие на разных иностранных языках и помогают жертвам преступлений или дают временные взамен утерянных документов. Здесь находится статуя «Сантьяго-де-Линиерс». Рядом с площадью находится застекленное здание с двумя арками из южноафриканского чёрного гранита: здесь находится штаб-квартира Банка Токио. Его фасад смотрит на юг и заходит на 16 метров в глубину площади, сокращая свободное пространство площади.
В квартале 400 находится здание Safico построено в интернациональном стиле. У него 26 этажей и достигает 100 метров в высоту. Многие из зарубежных информационных агентств работают там.
На углу с улицей Сан-Мартин находится здание Transradio Internacional (или просто здание Transradio). Оно было построено для Аргентинской телекоммуникационной компании и в настоящее время занято банком. Оно было спроектировано архитектором Алехандро Кристоферсеном, членом совета директоров этой компании. На вершине здания находятся большие золотые часы со знаками зодиака и временами года. Фасад здания был атакован осколочными снарядами, выпущенными армейским танком «Шерман», когда его взяли перонистские боевики во время Освободительной революции 1955 года.
Пересечение улиц Корриентес и Флорида является одним из самых оживленных мест в Буэнос-Айресе. В юго-западном углу находится двухэтажное здание, которое было дворцом семьи Элортондо Альвеар. Построено в 1870 году, его архитектура выполнена в неоготическом венецианском стиле, редком в городе.
Здание под номером 718 занимает храм методистской церкви и привлекает внимание своей архитектурой, также в неоготическом стиле. Возведенное в 1874 году, его фасад, является асимметричным, поскольку на западной стороне у него тонкая башня, заканчивающаяся острым шпилем. Его внешние и внутренние витражи также привлекают внимание туристов. Внутри здания находится орган, которому более ста лет.

#### Улица, которая никогда не спит
Свет включается,

на Авенида Корриентес,

становится тесно,

что приходит и что уходит,

они выходят из кино,

они смеются и плачут,

они любят друг друга,

они дерутся,

они снова любят друг друга

и в Universal

конец ночи,

мускат, пицца и fainá,

Мускат и пицца.
С начала XX века проспект был одним из центров культурной жизни города, особенно в квартале, который идет от так называемого «угла Буэнос-Айреса», на пересечении с улицей Эсмеральда, до аристократической улицы Авенида Кальяо. В этих кварталах центр культурной жизни города что является магнитом как для туризма, так и для самих местных жителей. А рядом с яркими рекламами театров расположены магазины самых разных вещей, особенно книжные и гастрономические, что делает район огромным торговым центром. В 1950-х годах Роберто Хиль, журналист и ведущий радиопрограммы «Calle Corrientes», транслируемой LR4 Splendid, окрестил ее «Улицей, которая никогда не спит», именем, которое стало очень популярным.
Любой, кто проходит квартал между улицами Черрито и Кальяо, может долгое время находится в книжных магазинах, открытых до поздней ночи, многие из которых специализируются на продаже подержанных и старых книг со скидками. Они оснащены современными окнами, которые приглашают вас войти, и во многих случаях вы можете выпить кофе во время чтения, без обязанности купить. И есть другие магазины, которые продают различные книги бывшие в употреблении, которые каждый может просмотреть, проходя по его узким коридорам.

##### Развлечения и культура
Первый театральный зал, который появился в здании под номером 746 году на Корриентес, — это театр Астрос. Бизнесмен Эктор Рикардо Гарсия, приобрел его в 1972 году, дав ему имя, под которым он известен и по сей день. В этом квартале находились не только Астрос, но и кинотеатр и четыре других кинотеатра, которые сейчас снесены, — «Фундарт», «Казино», «Олимпия» и театр «Одеон». Спустя двадцать лет после того, как появилась автостоянка, сегодня строится новое здание (в 2016 году).
Театр Майпо находится менее чем в 50 метрах от проспекта, по адресу 449 Калле Эсмеральда. Традиционный зал театра придавал и по-прежнему придает обаяние зданию на углу Корриентес и Эсмеральда с нескольких точек зрения: музыки, политики, песен и прекрасных женщин. Это представитель эпохи народных высказываний и чувств. В прошлом это было местом политического монолога. В настоящее время место собрания театралов.
Два символа Буэнос-Айреса смотрят друг на друга в квртале Корриентес под номером 800: Гран-Рекс и Театр Опера. Первый расположен севернее, и это театр великих музыкальных шоу, который принимает самых известных артистов на национальном и международном уровнях. Его вместимость 3300 зрителей. Здание, построенное в 1937 году, является архитектурным образцом рационалистического стиля, работы Альберто Пребиша, того же архитектора, который создал Обелиск, который находится в двух кварталах от театра. Его внушительный фасад представляет собой простой прямоугольник большого объема с глазурованной поверхностью, в котором отсутствуют декоративные мотивы.
Рядом с Гран-Рексом находится театр Табарис, рекламный щит которого посвящен так называемому журнальному театру. Примитивно его называли «Роял Пигалл», и он превратился в высококлассный ночной клуб. Это было первое общественное место с кондиционером.